# 克斯廷·施皮特勒
克斯廷·施皮特勒（德語：Kerstin Spittler，1963年12月16日—），德国女子赛艇运动员。她曾代表东德参加世界赛艇锦标赛，获得一枚金牌和一枚银牌。她也曾参加1988年夏季奥运会。